# Distrito de San Juan de Salinas
San Juan de Salinas es un distrito de la provincia de Azángaro en el departamento peruano de Puno, bajo la administración del Gobierno regional de Puno. En el año 2007 tenía una población de 4034 habitantes y una densidad poblacional de 38,1 personas por km². Abarca un área total de 106 km².
Desde el punto de vista jerárquico de la Iglesia católica forma parte de la diócesis de Puno, sufragánea de la arquidiócesis de Arequipa.

## Historia
El distrito fue creado mediante Decreto Supremo del 2 de mayo de 1854.

## Geografía
San Juan de Salinas se encuentra ubicado en las coordenadas 15°00′51″S 70°16′12″O / -15.01417, -70.27000. Según el INEI, San Juan de Salinas tiene una superficie total de 106 km². Este distrito se encuentra situado al centro de la provincia de Azángaro, en la zona norte del departamento de Puno y en la parte sur del territorio peruano. Su capital se halla a una altitud de 3841 m s. n. m..
| Noroeste: distrito de Azángaro          | Norte: distrito de Azángaro | Noreste: distrito de Azángaro                  |
| Oeste: distrito de Santiago de Pupuja   |                             | Este: distrito de Arapa y distrito de Azángaro |
| Suroeste distrito de Santiago de Pupuja | Sur: distrito de Arapa      | Sureste: distrito de Arapa                     |

## Demografía
Según el censo peruano de 2007, había 4034 personas residiendo en San Juan de Salinas. La densidad de población era 38,1 hab./km².

## Autoridades

### Municipales
- 2015 - 2018[3]
  - Alcalde: Ancisar Cuevas Mamani (Reforma y Honradez).
  - Regidores:

  1. Bernabé cari Mamani (Democracia Directa)
  2. Wilfredo Quispe Cari (Democracia Directa)
  3. Gladys Norma Condori Itusaca (Democracia Directa)
  4. Edwin René Ruelas Cari (Democracia Directa)
  5. Vicente Fidel Villasante Quispe (Proyecto de la Integración para la Cooperación)

### Policiales
- Comisario:  PNP

### Religiosas
- Diócesis de Puno[4]
  - Obispo: Mons. Jorge Pedro Carrión Pavlich.

## Atractivos turísticos
- IGLESIA DE SAN JUAN BAUTISTA.

Ubicada al norte de la plaza central observamos una imponente iglesia de construcción moderna que fue edificada en el año 2009, con un portón de madera en la parte del medio de observa una pequeña torre con 3 vientos, toda la construcción es de techo de calamina, lo que sorprende al costado de la iglesia se observa una torre antigua construido a base de adobe en la actualidad se encuentra abandonado, dicha iglesia fue edificada en devoción a la virgen inmaculada concepción, la población lo venera un 15 de diciembre de cada año.
- LAGUNA DE SAN JUAN DE SALINAS

Ubicada a un 1 km del distrito se observa una importante laguna con una extensión de 1,560 has. Sus aguas contienen productos de sal evaporita utilizada para el consumo humano. Que vendría a ser una recurso natural potencial en la producción de sal a nivel de toda la región puno, cuenta los pobladores que en 1896 durante el gobierno de Nicolás Piérola, en este pueblo se instaló un estanco de sal, con la finalidad de captar fondos necesarios para recuperar los territorios de Tacna y Arica, a partir de ese momento se aplicó un control estricto en cuanto a la producción y distribución del mineral a cargo de un alférez y un sargento de vigilancia, complementada con tres jefes de ronda y 20 vigilantes. De modo que los pobladores de San Juan de Salinas no podían explotar ni comercializar este recurso natural. Como consecuencia se producen los primeros enfrentamientos entre los representantes del estado y los pobladores nativos. En 1927 la disputa por la explotación salinera se acentuó aún más, con grandes jornadas de lucha y enfrentamiento.
En la actualidad la cosecha se realiza en los meses d junio a agosto de cada año, utilizando como instrumentos la pala, pico y la carretilla, durante esos meses un aproximado de 5,000 a 7,000 pobladores se dedican a dicha actividad, donde cada propietario tiene una parcela de 6 a 10 metros de ancho, cada poblador traslada el producto al contorno de la laguna, formando grandes montículos de sal denominado KOMANAS, que oscilan a 400 a 1500 sacos, posteriormente en cubierto con tierra luego ser golpeado con una tabla para la protección de las inclemencias climatológicas, la comercialización de dicho producto es todo el año variando el precio de 11 a 15 soles el saco de 50 kilos, que es embolsado en el mismo lugar cosido y posteriormente trasladados en un camión procedente a la ciudad de Azángaro, Juliaca entre otros, para luego ser procesado y comercializado las ciudades de Cusco, Andahuaylas, Apurímac, Ayacucho, la Rinconada entre otros, lo increíble e inexplicable encontramos una variedad de aves, que llama la atención y la curiosidad a los visitantes, prosiguiendo en la ruta divisamos una atractiva isla denominada isla Copacabana, en el cual al pie se observa la erosión del líquido para luego con el transcurrir de los meses se mezcla con el agua de toda la laguna se seca y nace el producto que es la sal.